# Franz Fuchs
Franz Fuchs, noto anche come L'unabomber austriaco (Gralla, 12 dicembre 1949 – Graz, 26 febbraio 2000), è stato un serial killer e terrorista austriaco xenofobo, colpevole di 4 omicidi e 15 ferimenti utilizzando ordigni esplosivi improvvisati e pacchi bomba. Gli psicologi criminali lo caratterizzano come una persona molto solitaria e intelligente ma socialmente inetta. I suoi obiettivi designati erano persone considerate come straniere, o le organizzazioni e gli individui "amici degli stranieri".

## Biografia

### Ordigni esplosivi e pacchi bomba
Nel dicembre del 1993 iniziò a spedire la prima ondata di pacchi bomba. Le prime vittime furono August Janisch, un prete colpevole a giudizio del criminale di aiutare i rifugiati politici, Silvana Meixner, giornalista, e il sindaco di Vienna Helmut Zilk, che perse gran parte della mano sinistra nell'esplosione. Gli altri pacchi bomba, individuati e neutralizzati in tempo, erano diretti a Helmut Schüller, membro della Caritas, ai politici verdi Madeleine Petrovic e Terezija Stoisits, Wolfgang Gombocz e al ministro Johanna Dohnal.
Il 24 agosto 1994, durante un tentativo di disinnesco di un ordigno esplosivo improvvisato, piazzato in una scuola bilingue in Carinzia, l'ufficiale di polizia Theo Kelz perse entrambe le mani (successivamente Kelz diverrà il primo austriaco a ricevere con successo un doppio trapianto di mani). Franz Fuchs rivendicò le sue responsabilità per gli attacchi in una lettera al ministro degli esteri della Slovenia nel settembre del 1994, in nome della Salzburger Eidgenossenschaft - Bajuwarische Befreiungsarmee ("Esercito di Liberazione di Bajuvarian"). In diverse lettere successive cercò di dare l'impressione dell'esistenza di una grande organizzazione con diverse unità operative, ma la seconda ondata di pacchi bomba emessa nell'ottobre del 1994 non ebbe nessun successo.
Il 5 febbraio 1995 quattro rom furono uccisi in Oberwart con un dispositivo esplosivo improvvisato che venne collegato a un cartello con la dicitura Roma zurück nach Indien ("Rom tornate in India"). Tra giugno e dicembre del 1995 spedì tre nuove ondate di pacchi bomba, diretti alla conduttrice televisiva Arabella Kiesbauer, al vice sindaco di Lubecca Dietrich Szameit e ad un'agenzia di appuntamenti. La seconda ondata fu diretta contro due medici e un operatore umanitario rifugiato, Maria Loley. Un medico siriano e Maria Loley rimasero feriti; l'altro ordigno, destinato ad un medico sudcoreano fu intercettato e neutralizzato. La terza ondata di ordigni venne in parte intercettata e neutralizzata e in parte esplose quando ancora si trovata nelle caselle postali. Queste furono le ultime azioni prima del suo arresto.

### Arresto, processo e morte
Negli ultimi tempi Fuchs era diventato molto paranoico. Il 1º ottobre 1997, nelle vicinanze della sua residenza in Gralla, seguì due donne in una macchina perché credeva lo stessero osservando. Quando la polizia tentò di interrogarlo su ciò che ritenevano fosse un semplice caso di stalking, Fuchs fece esplodere tra le sue mani un ordigno improvvisato che nascondeva in macchina. Il suo tentativo di suicidio fallì, ma perse entrambe le mani e ferì anche un agente di polizia. Fuchs venne arrestato senza ulteriore resistenza e dopo un processo che molti in Austria ritennero andare troppo per le lunghe, Fuchs fu condannato all'ergastolo il 10 marzo 1999. Il 26 febbraio 2000 Fuchs venne trovato morto nella sua cella, impiccato con il cavo del suo rasoio elettrico. Il medico della prigione confermò il suicidio.

## Questioni irrisolte
Anche se il caso fu ufficialmente chiuso dopo la condanna di Fuchs e anche se il cosiddetto "Esercito di Liberazione di Bajuvarian" non era mai esistito come organizzazione terroristica nel significato del termine, i dubbi se Fuchs avesse effettivamente commesso le sue azioni con il sostegno o conoscenza tacita di simpatizzanti rimasero. Una ricerca approfondita nella sua abitazione portò alla scoperta di altri ordigni già pronti, ma non venne rinvenuta nessuna traccia dei materiali necessari alla loro realizzazione. La maggior parte delle lettere di rivendicazione scritte utilizzavano una dialettica che non apparteneva al criminale. Molti più dubbi persistono sulla morte di Fuchs, specialmente su come un uomo senza mani e continuamente videosorvegliato possa utilizzare un cavo elettrico per impiccarsi. Inoltre nessun prigioniero (specialmente Fuchs, che aveva già tentato diversi suicidi) dovrebbe essere in possesso di oggetti che possa usare per togliersi la vita.

## Opere ispirate alla sua vita
- Nel 2007, il procedimento penale venne rappresentato nel docudramma Franz Fuchs - Ein Patriot, in cui il ruolo di Franz Fuchs venne interpretato dall'attore austriaco Karl Markovics.
- Nei giochi per computer Hitman: Pagato per uccidere e Hitman: Contracts, un personaggio di nome Frantz Fuchs è un terrorista austriaco, che da giovane servì nella Gioventù hitleriana, il quale progetta di far saltare un hotel ove si svolge un summit di pace.